# Hrvatski nogometni kup 1992.
Prvo natjecanje za Hrvatski nogometni kup odigrano je u proljeće 1992. godine. U njemu su nastupili klubovi koji su sezonu ranije izborili pravo nastupa u završnici Kupa maršala Tita, u kojemu nisu nastupili. 

Uzvratna utakmica četvrtfinala između Inkera i Osijeka je zbog ratne opasnosti odigrana u Požegi. 
| Četvrtfinale                   | 24. ožujak | 21. travanj |
| Rijeka - Hajduk Split          | 0:0        | 1:1         |
| HAŠK Građanski Zagreb - Rovinj | 6:0        | 1:0         |
| Inker Zaprešić - Osijek        | 2:0        | 1:1         |
| Croatia Đakovo                 | slobodna   | slobodna    |

| Polufinale              | 28. travanj | 19. svibanj      |
| Rijeka - HAŠK Građanski | 2:1         | 1:2 (1:3 - 11 m) |
| Inker - Croatia Đakovo  | 5:0         | 2:1              |

| Finale                 | 16. lipanj | 23. lipanj |
| Inker - HAŠK Građanski | 1:1        | 1:0        |

## Poveznice
- 1. HNL 1992.
- 2. HNL 1992.
- 3. HNL 1992.
- 4. rang HNL-a 1992.
- 5. rang HNL-a 1992.
- Ostale lige 1991./92.